# Jeongbalsan-dong
Jeongbalsan-dong (koreanska: 정발산동)  är en stadsdel i staden Goyang i provinsen Gyeonggi i den nordvästra delen av Sydkorea, 21 km nordväst om huvudstaden Seoul. Den ligger i stadsdistriktet Ilsandong-gu.